# Vicent Miquel Garcés i Ramón
Vicent Miquel Garcés i Ramón (Llíria, 10 de novembre de 1946) és un enginyer agrònom i polític valencià, regidor de l'Ajuntament de València entre 1979 i 1987, diputat a les Corts Valencianes entre 1987 i 1999 i diputat al Parlament Europeu entre 2007-2009 i 2011-2014. Ha estat professor de la Universitat Politècnica de Valencia.

## Biografia
Enginyer Agrònom per l'Escola Tècnica Superior d'Enginyers Agrònoms de València, s'especialitzà en economia i sociologia agrària. Va ampliar estudis a l'Institut Agronòmic Mediterrani (OCDE) de Montpelier i en l'Institut Nacional Agronòmic de Paris. Entre 1972 i 1973 treballa en l'Oficina de Planificació Agraria (ODEPA) del Ministeri d'Agricultura de Xile sota el govern de Salvador Allende. Del 1975 al 1979 fou Secretari Tècnic del Col·legi d'Enginyers Agrònoms de València.
Durant els seus anys d'estudiant formà part del Sindicat Democràtic d'Estudiants de la Universitat de València. Uns anys després va ingressar a Socialistes Valencians Independents (SVI) i en 1975 s'integra en la Convergència Socialista del País Valencià. En 1976 participaria en la Taula de Forces Polítiques i Sindicals del País Valencià com a representant del PSPV, del que en fou un dels fundadors.
Partidari del pacte electoral per a les eleccions generals espanyoles de 1977 amb el Partido Socialista Popular, fou un dels impulsors de la Unitat Socialista del País Valencià i de la Federació de Partits Socialistes (FPS). El 1978 ingressà al PSPV-PSOE. A les eleccions municipals espanyoles de 1979 i 1983 fou escollit tinent d'alcalde de l'ajuntament de València, i de 1979 a 1983 fou diputat de la Diputació de València.
Fou elegit diputat a les eleccions a les Corts Valencianes de 1987, 1991 i 1995. Fou secretari de la Comissió d'Obres Públiques i Transports de les Corts Valencianes el 1991-1995.
Posteriorment ha estat diputat del Parlament Europeu de 2007 a 2009 i de 2011 a 2014.
Ha participat en nombrosos Foros Socials Mondials des del de Porto Alegre (Brasil 2001) al de Tuneç (2015). També ha intervingut en els Foros Socials Europeus entre 2002 i 2006. Ha estat Coordinador Internacional del Foro Mondial sobre Sobiranía Alimentaria (FMSA, L'Habana/Cuba, 2001), del Foro Mondial sobre Reforma Agraria (FMRA, València 2004) i del Foro Mondial sobre Accés a la Terra i als Recursos Naturals (FMAT, València 2016).
En l'actualitat és membre del Comité Nacional del PSPV-PSOE i Coordinador del corrent d'opinió Esquerra Socialista del PSPV.
Ha estat President del Centre d'Estudis Rurals i d'Agricultura Internacional (CERAI). És President d'Honor de l'Associació ciutadana Mostra Viva del Mediterrani (MVM). És President de la Fundació Assemblea de Ciutadans i Ciutadanes del Mediterrani (FACM).